# Esperanza García Canari
Esperanza García Canari (Barcelona, 1956) és una pintora catalana. Llicenciada en Belles Arts per la Universitat de Barcelona (1981) i tècnica superior en arts aplicades (disseny tèxtil) (1978) a l'Escola Massana.
Ha desenvolupat la seva obra a través d'exposicions principalment a Barcelona i també a d'altres ciutats de Catalunya i Espanya. Ha participat també en diverses exposicions col·lectives d'àmbit internacional (Salon du Dessin et de La Peinture à l'Eau. Paris Grand Palais 2013 i 2020, Jadite Gallery, Nova York 2009).
Ha obtingut diversos premis per la seva obra: menció d'honor al Saló d'Avignon (1982), diploma d'honor al Saló Automne en Aix-En-Provence (1983), diploma d'honor XI Salón de invierno Galeria Esart Barcelona (2011), menció d'honor del Show Art International Unilatina 2011 de Miami (USA), la medalla de plata al Salon International de Peinture et de Sculpture 2015 de Vittel (França) i la medalla de bronze de la Societé Académique Arts-Sciencies-Lettres de París (2015).
Una part destacada de la seva obra, en oli i en aquarel·la, està dedicada a retratar els paisatges del Maresme, comarca en què resideix i on ha estat reconeguda pel seu treball.
Ha col·laborat també com a il·lustradora científica en publicacions del Museo Nacional de Ciencias Naturales (Consejo Superior de Investigaciones Científicas) i, en l'àmbit pedagògic, ha elaborat una proposta educativa per a l'alumnat amb deficiències visuals, presentada en el programa Interfícies (Educació de les arts: projectes innovadors als centre educatius), impulsat pel Centre d'Arts Santa Mònica de Barcelona.
La seva trajectòria, els premis rebuts, així com diverses crítiques especialitzades de la seva obra, entre elles la de Rosa Faccaro, estan recollides a l'Enciclopedia latinoamericana de artistas contemporáneos.